# Hugo Johan Hamilton

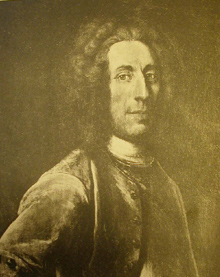
Hugo Johan Hamilton

Hugo Johan Hamilton (* 1668 in Göteborg; † 9. Januar 1748 in Tuna bei Linköping) war Freiherr zu Hageby, schwedischer Feldmarschall und General zur Zeit des Großen Nordischen Krieges. 

## Leben
Seine Eltern waren Malcolm Hamilton af Hageby und Katarina Makekéer. Sein Vater entstammte einer irischen Nebenlinie des schottischen Adelsgeschlechtes Hamilton. Im Jahr 1681 wurde er im Rang eines Feldwebels in das schwedische Regiment Älvsborg aufgenommen. Seine militärische Karriere begann er jedoch in der französischen Armee, mit der er 1692 an der Belagerung und Eroberung der Festung Namur und der Schlacht bei Steenkerke teilnahm. Danach diente er in der niederländischen Armee und nahm an der Schlacht bei Neerwinden (1693) teil. Danach kehrte Hugo Hamilton nach Schweden zurück und wurde in die Armee des Karl XII. aufgenommen. 
In der Schlacht bei Narva kämpfte er im Rang eines Oberstleutnants, in der Schlacht bei Klissow war er bereits Oberst. Als Teil der Einheiten unter dem Kommando von General Carl Gustaf Rehnskiöld nahm er an der Verteidigung von Warschau teil. In Polen wurde Hamilton ernsthaft krank. Er sah sich gezwungen, nach Schweden zurückzukehren, um dort zu genesen. Er hielt es dort jedoch nicht lange aus: Nach ein Paar Monaten kehrte er in die kämpfende Armee zurück und nahm an der Schlacht bei Fraustadt (1706) teil. Im Jahr 1707 traf seine Frau Katarina Falkenberg die Entscheidung, ihn im Ausland zu besuchen, um ihm seinen, von ihm noch nicht gesehenen, Sohn zu zeigen. Sie hat diese Reise nicht überlebt – sie starb unerwartet in Stettin. Ungeachtet dieses Verlustes blieb Hamilton in der Armee. Im Jahr 1708 war er in der Ukraine, wo er im Rang eines Generalmajors das Ost-Gothaer Kavallerieregiment befehligt hat. Er beteiligte sich an den Kampfhandlungen an der Worskla im Januar 1709 und an der Schlacht bei Poltawa am 27. Juni 1709. Dabei befehligte er die Kavallerie auf der linken Flanke der schwedischen Armee und wurde gefangen genommen. 

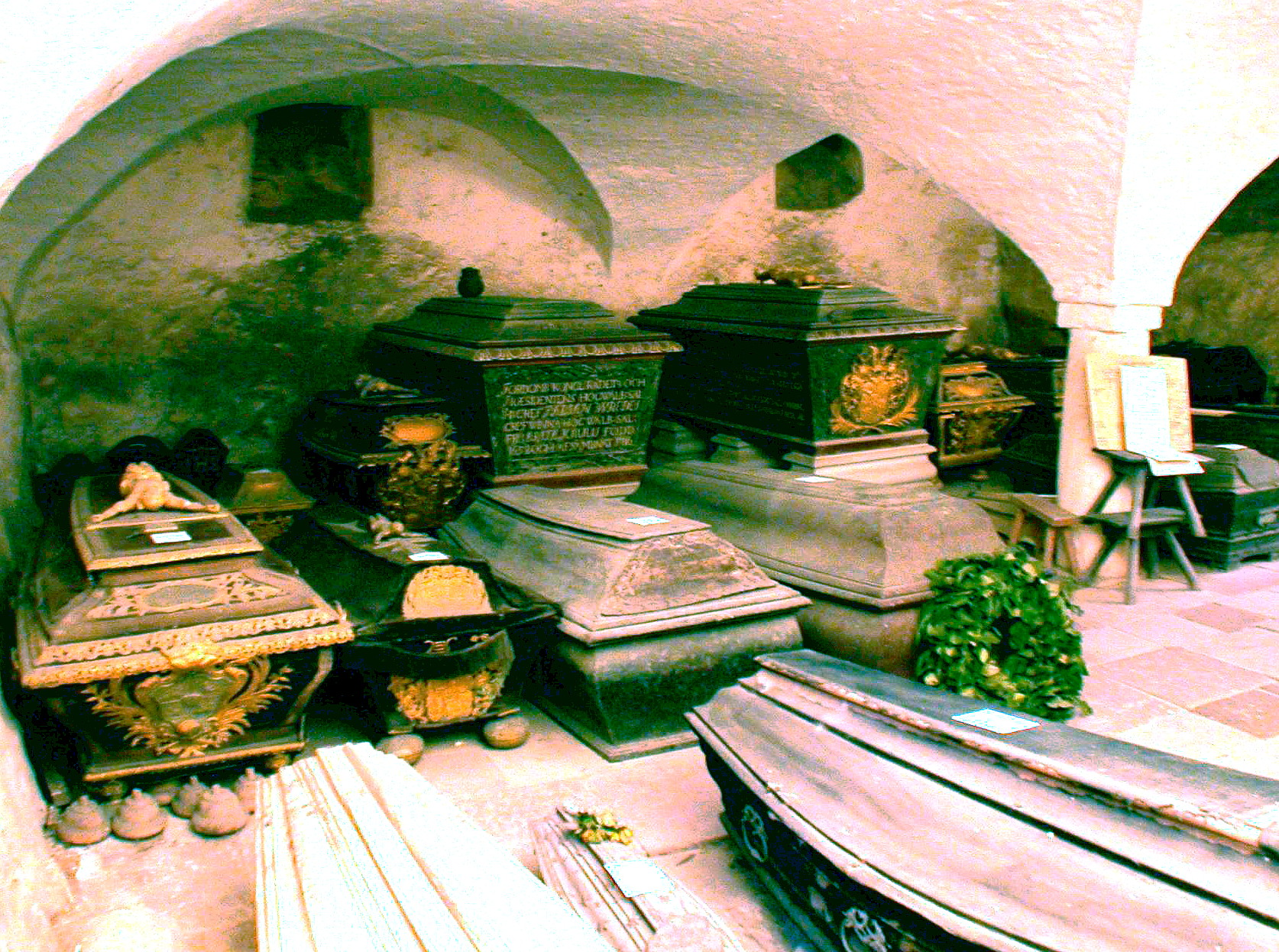
Hamiltons Sarkophag in der Kirche Björklinge in Uppsala

Im Juli 1709 wurde er zusammen mit Berndt Otto von Stackelberg, Carl Gustav Rehnsköld, Carl Gustaf Creutz und einigen anderen hohen Offizieren des Karl XII. in die Festung Oranienburg gebracht, wo er sich bis Anfang des Winters befand. Danach wurde er nach Moskau gebracht, wo er zusammen mit anderen kriegsgefangenen Schweden am 21. Dezember durch Moskaus Straßen getrieben wurde. Danach wurde er in Moskau festgehalten, wo er, zusammen mit Graf Carl Piper, in dem Verband der schwedischen Kriegsgefangenen in Russland tätig war. Der Verband half den gefangen genommenen Soldaten Karls XII. Ab 1715 befand sich der Verband in Kasan. Nach der Unterzeichnung des Nystädter Friedens (1721) kehrte Hamilton 1722 nach Schweden zurück. Er verbrachte somit mehr als 12 Jahre in der russischen Gefangenschaft. Nach der Rückkehr, im Rang eines Generals, bekam er das Kommando über das Ost-Gothaer Kavallerieregiment. Er lebte auf seinem Landgut Tuna in der Nähe der Stadt Linköping. Im Juni 1723 heiratete er Anna Fleming. Im Jahr 1734 wurde er zum Feldmarschall befördert und im Oktober 1742 wurde er zum Vorsitzenden des höchsten militärischen Tribunals ernannt. Dieses Gericht hat die Fehlentscheidungen von Charles Emil Lewenhaupt und Henrik Magnus Buddenbrock untersucht, die zu einer Einkesselung von 17.000 schwedischen Soldaten bei Helsinkfors (Helsinki) geführt haben. Im Februar 1743 kam das Urteil: die Beschuldigten wurden enthauptet, ihnen wurden alle Auszeichnungen aberkannt und ihr Eigentum wurde konfisziert. Hugo Hamilton starb am 9. Januar 1748 auf seinem Landgut Tuna. Er wurde zu seiner zweiten Frau Anna Fleming, die 1735 starb, in die Gruft der Kirche in Björklyng in der Nähe von Uppsala bestattet.

## Quelle
- deutschsprachige Themenseite zur Schlacht bei Poltawa (free content)